# Nicholas Farrell
Pour les articles homonymes, voir Farrell.
Nicholas Farrell est un acteur britannique né en 1955 à Brentwood, dans l'Essex.

## Biographie
Il fait des études supérieures à l'université de Nottingham, puis entre au Bristol Old Vic Theatre School, une des écoles les plus cotées du Royaume-Uni pour les comédiens, où il a dans ses classes Daniel Day-Lewis. Après ses études, il devient membre de la Royal Shakespeare Company et participe à plusieurs productions aux côtés de Kenneth Branagh.

## Carrière
En 1981, au cinéma, il joue le rôle du coureur Aubrey Montague dans Les Chariots de Feu (Chariots of Fire), qui remporte l'Oscar du meilleur film. Dès lors, il décroche de nombreux seconds rôles dans des productions cinématographiques et télévisuelles. En 1983, il incarne Edmund Bertram dans la mini-série britannique Mansfield Park et, l'année suivante, il est Teddy Bingham dans la mini-série Le Joyau de la couronne (The Jewel in the Crown), puis Sir Hugh Belcher dans le film Greystoke, la légende de Tarzan (Greystoke: The Legend of Tarzan, Lord of the Apes).
En 1995-1996, il fait partie de la distribution de trois adaptations cinématographiques de pièces de Shakespeare : il joue Montano dans Othello, réalisé par Oliver Parker ; Antonio dans La Nuit des rois (Twelfth Night or What You Will), réalisé par Trevor Nunn ; et enfin Horatio dans Hamlet, réalisé par Kenneth Branagh.
En parallèle à ses rôles au cinéma et à la télévision, il monte régulièrement sur scène à la Royal Shakespeare Company, notamment dans Le Marchand de Venise (The Merchant of Venice), Jules César (Julius Caesar) et Hamlet, ou encore dans des productions de La Cerisaie de Tchekhov, des Sorcières de Salem (The Crucible) d'Arthur Miller, et, en 2011, au Chichester Festival, de South Downs de David Hare et La Version de Browning (The Browning Version) de Terence Rattigan.

## Filmographie
- 1981 : Les Chariots de Feu (Chariots of Fire), d'Hugh Hudson : Aubrey Montague
- 1983 : Mansfield Park - mini-série télévisée : Edmund Bertram
- 1984 : Le Joyau de la couronne (The Jewel in the Crown) - mini-série télévisée : Teddy Bingham
- 1984 : Greystoke, la légende de Tarzan (Greystoke: The Legend of Tarzan, Lord of the Apes), d'Hugh Hudson : Sir Hugh Belcher
- 1987 : Playing Away, de Horace Ové : Derek
- 1992 : Hercule Poirot - série télévisée, épisode A.B.C. contre Poirot : Donald Fraser
- 1993 : Du rouge à lèvres sur ton col (Lipstick on Your Collar) - mini-série : Major Church
- 1993 : To Play the King (mini-série télévisée) : David Mycroft
- 1994 : MacGyver - Le Chemin de l'enfer (MacGyver: Trail to Doomsday), de Charles Correll : Paul Moran
- 1995 : Au beau milieu de l'hiver (In the Bleak Midwinter), de Kenneth Branagh : Tom Newman
- 1995 : Othello, d'Oliver Parker : Montano
- 1996 : La Nuit des rois (Twelfth Night or What You Will), de Trevor Nunn : Antonio
- 1996 : Hamlet, de Kenneth Branagh : Horatio
- 1998 : Légionnaire (Legionnaire), de Peter McDonald : Mackintosh
- 1999 : Guns 1748, de Jake Scott : le secrétaire du M.P.
- 1999 : Beautiful People, de Jasmin Dizdar : Dr. Mouldy
- 1999 : Inspecteur Barnaby (Midsomer Murders) - série TV, épisode  Le Bois de l'étrangleur  : John Merrill
- 1999 : Sex, Chips & Rock n' Roll (mini-série télévisée) : Howard Brookes
- 2001 : Pearl Harbor, de Michael Bay : chef de l'escadron de la RAF
- 2001 : Arthur's Dyke, de Gerry Poulson : Geoffrey
- 2001 : Charlotte Gray, de Gillian Armstrong : Mr. Jackson
- 2002 : Bloody Sunday, de Paul Greengrass : Brigadier Maclellan
- 2004 : Scotland Yard, crimes sur la Tamise (Trial & Retribution) - série télévisée, épisode double Blue Eiderdown : Jonathan Southward MP
- 2005 : Beethoven (mini-série télévisée) : Stephan von Breuning
- 2005 : Hercule Poirot - série télévisée - épisode Le Train bleu : Major Knighton
- 2006 : Leçons de conduite (Driving Lessons), de Jeremy Brock : Robert
- 2006 - 2007 : Les Flingueuses (Suburban Shootout) - série télévisée - 5 épisodes : Ray DuPrez
- 2006 : Amazing Grace, de Michael Apted : Henry Thornton
- 2006 : Le Trésor de Barbe-Noire (Blackbeard), de Kevin Connor (mini-série télévisée) : Tobias Knight
- 2007 : Persuasion, téléfilm d'Adrian Shergold : Mr Musgrove
- 2008 : Le Journal d'Anne Frank (The Diary of Anne Frank) (série télévisée), de Jon Jones : Albert Dussell
- 2008 : Criminal Justice, de Peter Moffat (série télévisée), saison 1 : procureur.
- 2009 : Torchwood : Les Enfants de la Terre, téléfilm de Russell T Davies : Brian Green, Premier Ministre britannique
- 2009 : Collision (mini-série TV) : Guy Pearson
- 2011 : Trois fois 20 ans (Late Bloomers), de Julie Gavras : Francis
- 2011 : La Dame de fer (The Iron Lady), de Phyllida Lloyd : Airey Neave
- 2012 : Secret State (mini-série TV) : Général Munnery
- 2014 : Grace de Monaco d'Olivier Dahan : Jean-Charles Rey
- 2014 : Mémoires de jeunesse (Testament of the Youth), de James Kent : le directeur
- 2015 : Charlie Mortdecai (Mortdecai), de David Koepp : le commissaire-priseur
- 2015 : Legend, de Brian Helgeland : Dr Humphries
- 2015 : Remainder, de Omer Fast : Daubenay
- 2016 : Altamira, de Hugh Hudson : Vilanova
- 2017 : Will : Francis Walsingham
- 2020 : The Crown (saison 4, épisode 8) : Michael Shea, attaché de presse du Souverain
- 2024 : Double piège (1 épisode) : Neville Lockwood